# Совет по делам религиозных культов
Сове́т по дела́м религио́зных ку́льтов при Совете Министров СССР — государственный орган при Правительстве СССР, занимавшийся вопросами всех религиозных организаций на территории СССР кроме Русской православной церкви, для контроля над которой ранее был учреждён Совет по делам Русской православной церкви.

## История
14 сентября 1943 года был образован Совет по делам Русской православной церкви, который также занимался вопросами неправославных религиозных организаций. В этот период Председатель Совета Георгий Карпов даже считал, что не следует создавать дополнительных союзных органов для связи с религиозными объединениями, а достаточно расширить сферу деятельности возглавляемого им Совета, преобразовав его в Комитет по делам религиозных организаций.
9 марта 1944 года Народный комиссар государственной безопасности СССР Всеволод Меркулов предложил создать специальный орган для работы с неправославными организациями и составил проект Постановления СНК СССР «Об организации Совета по делам религиозных культов», который был принят в качестве Постановления СНК СССР № 572 от 19 мая 1944 года.
На новообразованную структуру возлагалась задача осуществлять связи «между Правительством СССР и руководителями религиозных объединений: мусульманского, иудейского, буддийского вероисповеданий, армяно-григорианской, старообрядческой, греко-католической, католической и лютеранской церквей и сектантских организаций по вопросам этих культов, требующих разрешения Правительства СССР».
Первым председателем Совета стал подполковник Константин Зайцев. Он пробыл в своей должности меньше месяца. 6 июня 1944 года председателем Совета стал Иван Полянский, ранее возглавлявший 6-е отделение секретного отдела ОГПУ. После его смерти в 1956 году на должность был поставлен Алексей Пузин.
Через своих уполномоченных Совет решал проблемы на местах. Инспекторы и члены Совета вели приемы верующих и духовенства, приезжавших в Москву. Сюда приходили за решением своих наболевших проблем представители всех конфессий.
С начала 1948 года в СССР началось ужесточение государственной политики в отношении религиозных организаций. Участие в этом принял Совет. В апреле 1948 года в инструкции, которую Совет по делам религиозных культов разослал своим уполномоченным на местах, сообщалось, что Совет « категорически предлагает прекратить всякую регистрацию религиозных общин».
В декабре 1965 года Совет по делам религиозных культов и Совет по делам Русской православной церкви были упразднены, а их функции переданы в новообразованный Совет по делам религий.

## Председатели
- Константин Зайцев (19 мая - 6 июня 1944 года)
- Иван Полянский (1944—1956)
- Алексей Пузин (1957—1965)